# Gonçalo Viegas de Riba Douro
Gonçalo Viegas de Riba Douro (1175 -?) foi um Rico-homem e Cavaleiro medieval do Condado Portucalense com origem na linhagem dos Riba Douro uma das cinco grandes famílias condais de Entre-Douro-e-Minho durante o século XII.

## Relações familiares
Foi filho de Egas Mendes de Riba Douro (1150 -?) e de uma senhora cujo nome a história não registou, casou com Teresa (1180 -?) de quem teve:
1. Mem Gonçalves da Fonseca (1200 -?) que casou por duas vezes, a primeira com Maria Pires de Tavares e a segunda com Maria Pires de Cambra,
2. Egas Gonçalves de Ferreira casou com Teresa Miguéis,
3. Sancha Gonçalves da Fonseca, em 1236, fez uma doação ao Mosteiro de Salzedas e ao Mosteiro de Mancelos,
4. Gonçalo Gonçalves Bezerra,
5. Soeiro Gonçalves Bezerra